# Grupo de renormalización
El grupo de renormalización (RG, por sus siglas en inglés) es una técnica usada en física matemática para realizar cálculos sobre sistemas con un gran número de elementos simples en interacción. Es especialmente importante en teoría cuántica de campos y física estadística.
Existen dos formas alternativas de entender dichas técnicas:
- Consideremos una agrupación de los elementos simples en bloques, cada uno de los cuales será considerado un nuevo elemento simple. En ocasiones es posible desarrollar una teoría sobre el comportamiento de estos nuevos elementos simples sin hacer referencia a los antiguos. En este caso se habla de una teoría renormalizada, en la que el número de elementos a considerar será, sin duda, menor.

- Muchas teorías contienen un parámetro que especifica la escala espacial mínima a considerar. Un aumento de dicho parámetro sería equivalente a observar la teoría con menor resolución espacial. En ocasiones, dicho aumento da lugar a una nueva teoría del mismo tipo que la anterior, que llamamos también teoría renormalizada.

Ambos tipos de descripción son equivalentes.

## Historia
El término grupo de renormalización (RG) aparece en el año 1953 en un artículo de Peterman y Stueckelberg, y en 1954 en otro de Gell-Mann y Low, en el contexto de la física de partículas elementales. En estos primeros trabajos, el RG era fundamentalmente un truco matemático para eliminar divergencias de los cálculos perturbativos.
En el año 1966, cuando la técnica era ya empleada normalmente en física de partículas elementales, Leo P. Kadanoff desarrolló la explicación moderna del mismo, y que sirvió para dar un nuevo impulso a sus aplicaciones. El RG, según Kadanoff, se basa en el concepto de bloque.

## El concepto de bloque
Consideremos un plano en el que hay situados {\displaystyle N\times N} átomos, formando una red bidimensional. Procedamos ahora a agruparlos, o encapsularlos mentalmente, en bloques de {\displaystyle 2\times 2} átomos y sustituir cada bloque por un átomo gordo o renormalizado. El nuevo sistema de átomos renormalizados tendrá 4 veces menos átomos que el anterior. La transformación antedicha se conoce como una transformación de grupo de renormalización (RGT). Podemos iterarla, y el número de átomos efectivos se dividirá por 4 cada vez. 
Imaginemos que la dinámica del sistema formado por átomos renormalizados pueda describirse mediante una interacción "efectiva" entre estos. Es probable que sea más fácil resolver el sistema de {\displaystyle N^{2}/4\,} átomos que el sistema original de {\displaystyle N^{2}\,}. Y si se repite el algoritmo hasta que sólo quede un único átomo renormalizado, entonces la solución del sistema total será trivial. Pero, ¿existen sistemas físicos reales que se comporten así? De manera exacta, la respuesta es «no». Pero de manera aproximada se puede decir que la inmensa mayoría de los sistemas son así, si se elige con inteligencia la estructura de los átomos renormalizados. 

## Formalización
En términos más formales, se puede decir que una RGT es una transformación abstracta de uno de los dos tipos siguientes:
- En un sistema discreto cuyo estado viene dictado por {\displaystyle S\equiv \{s_{1},s_{2},\cdots ,s_{N}\}} y una función dinámica {\displaystyle H(S)\,}, que puede ser un hamiltoniano, una función de partición... Tras un cierto agrupamiento, tenemos un estado {\displaystyle {\tilde {S}}} con un número {\displaystyle M<N\,} de variables menor, y una función dinámica "efectiva" entre ellas {\displaystyle {\tilde {H}}({\tilde {S}})}.

Las RGT forman, en este caso, un semigrupo discreto. El carácter de semigrupo viene dado por la ausencia, en general, de inversa de una RGT dada.
- En una teoría de campos continuos, una transformación del espacio (-tiempo) dada por una transformación de escala seguida de un promediado local, así como su acción sobre la dinámica.

En este caso, las RGT forman un semigrupo continuo.

## Flujo de Renormalización
Sea una teoría renormalizable, es decir, en la que se puede proceder a realizar la transformación anterior de manera exacta. Consideremos que la función dinámica que lo describe contenga una serie de parámetros (no dinámicos): {\displaystyle G\equiv \{g_{1},\cdots ,g_{N}\}}. Si la función dinámica renormalizada tiene la misma dependencia funcional con respecto a las variables dinámicas pero con unos valores distintos para los parámetros, entonces se dirá que el conjunto de las RGT induce un flujo en {\displaystyle G}, llamado flujo de renormalización. El estudio de los puntos fijos de dicha transformación puede servir para analizar los diferentes tipos de comportamiento cualitativamente diferentes del sistema, es decir: sus fases.

## Técnicas de Grupo de Renormalización
Existe un gran número de técnicas en física matemática inspiradas en la idea básica del RG. Como ejemplo, citamos:
- Teoría de Perturbaciones Renormalizada (RPT)
- Grupo de Renormalización a la Wilson.
- Grupo de Renormalización de la Matriz Densidad (DMRG).

- Datos: Q1203669